# Justin Kurzel
Justin Dallas Kurzel (nacido el 3 de agosto de 1974) es un director de cine y guionista australiano.
Kurzel Nació en Gawler, Australia del Sur, en una familia de raíces inmigrantes; su padre era de Polonia y su madre de Malta.  Su hermano más joven, Jed Kurzel, es un músico de rock. Está casado a actriz Essie Davis.

## Filmografía
| Año  | Título película dirigida:          | Notas |
| ---- | ---------------------------------- | --- |
| 2004 | Blue Tongue                        | Cortometraje |
| 2011 | Snowtown                           | AACTA Premio para Mejor Dirección en el Círculo de Críticos. Premio de Australia para Mejor Direction Nominado—Premio de Película para Mejor Director  |
| 2013 | The Turning                        | Episodio: "Boner McPharlin Moll" Nominado — AACTA Premio para Mejor Dirección                                                                          |
| 2015 | Macbeth                            | Nominado — Premio de Película Independiente británica para mejor director británico Independiente Nominado — Festival de cine de Cannes – Palma de Oro |
| 2016 | Assassin's Creed                   | |
| 2019 | The True History of the Kelly Gang | |
| 2021 | Nitram                             | AACTA Award por Mejor Película AACTA Award mejor dirección Nominado — Cannes Film Festival – Palme d'Or                                                |
| 2024 | The Order                          | Nominado —Festival de Cine de Venecia— León de Oro |

## Premios y distinciones
Festival Internacional de Cine de Cannes
| Año  | Categoría                                                | Película | Resultado |
| ---- | -------------------------------------------------------- | -------- | --------- |
| 2011 | Mención especial del Presidente del Jurado de la Crítica | Snowtown | Ganador   |